# 長田 (成田市)
長田（ながた）は、千葉県成田市の大字。郵便番号は286-0108。

## 地理
成田市の南東部に位置し、遠山地区に所属する。
周辺の十余三、天神峰、小菅、野毛平と隣接する。
東西を成田線（空港支線）、京成成田空港線（成田スカイアクセス線）を通っているが当区域に駅は無い。
南部は取香川が小菅との境界線となっている。
成田市編入前は、下埴生郡遠山村、長田村に属していた。

## 世帯数と人口
2017年（平成29年）10月31日現在の世帯数と人口は以下の通りである。
| 大字 | 世帯数 | 人口 |
| ---- | ------ | ---- |
| 長田 | 27世帯 | 70人 |

## 小・中学校の学区
市立小・中学校に通う場合、学区は以下の通りとなる。
| 地域 | 小学校             | 中学校             |
| ---- | ------------------ | ------------------ |
| 全域 | 成田市立遠山小学校 | 成田市立遠山中学校 |

## 施設

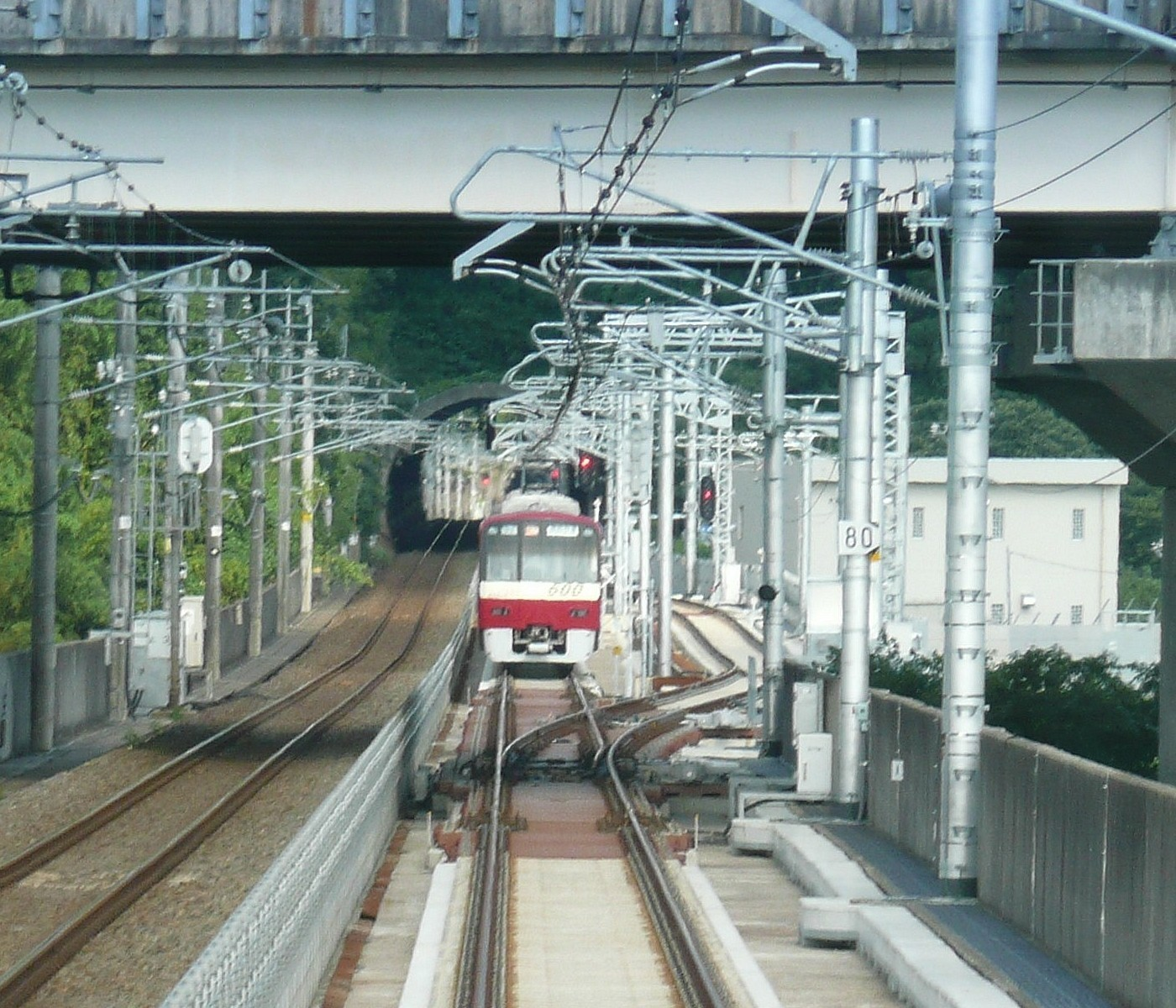
根古屋信号場

- グリッサンドゴルフクラブ
- 根古屋信号場
- 観音寺
- 白幡神社

## 交通

### 道路
当地域を縦貫するような国道や県道は存在しない。